# Cornopteris badia
Cornopteris badia är en majbräkenväxtart som beskrevs av Ren-Chang Ching. Cornopteris badia ingår i släktet Cornopteris och familjen Athyriaceae. Inga underarter finns listade.